# Gare d'Altnabreac
La gare d'Altnabreac est une station ferroviaire rurale desservant le hameau d'Altnabreac (en), dont la gare est l'élément principal. Elle se situe dans l'ancien comté de Caithness, dans les Highlands, en Écosse, à 66 km à l'ouest de Wick. Elle fait partie de la Far North Line (en) (Ligne du Grand Nord).
C'est une des gares les plus isolées de Grande-Bretagne. Elle sert surtout d'arrêt aux marcheurs, car elle permet l'accès à une zone entièrement déserte.

## Histoire
La gare a été ouverte le 28 juillet 1874 par la compagnie Sutherland and Caithness Railway (en), pour être plus tard absorbée par Highland Railway (en). En 1923, la gare passe aux mains de London, Midland and Scottish Railway à la suite du Railways Act de 1921 (en), qui visait à limiter les pertes financières de 120 compagnies de chemin de fer écossaises. Lors de la nationalisation de 1948, c'est la Scottish Region of British Railways (en) qui la prend en charge. À la sectorisation de 1965, elle devient une partie de ScotRail jusqu'à la privatisation de British Rail. Depuis 2004, la gare appartient à First ScotRail.
Les raisons de la construction de la gare d'Altnabreac demeurent mystérieuses, car elle date d'avant la construction d'un hôtel un peu au sud, la seule source de commerce du hameau. Elle dispose néanmoins d'un évitement, qui pourrait expliquer qu'elle ait été construite pour des raisons purement opérationnelles. Quelques élèves de l'ancienne école d'Altnabreac arrivaient aussi par train.
L'augmentation de près de 100 % du trafic à cette gare ces dernières années peut être due à un changement des méthodes de comptage des passagers. Selon les statistiques de l'année 2009-2010, la gare d'Altnabreac est la huitième des gares les moins utilisées de Grande-Bretagne.
La gare est fermée temporairement aux voyageurs depuis le 12 novembre 2023 à la suite d'une dispute entre les occupants de l'ancien bâtiment voyageur et le gestionnaire de l'infrastructure, Network Rail, à propos de l'accès des employés de Network Rail au perron pour l'entretien.

## Service des voyageurs

### Desserte
Du lundi au vendredi, trois trains par jour font l'aller-retour entre Wick et Inverness, pour seulement deux trains le samedi.

### Intermodalité

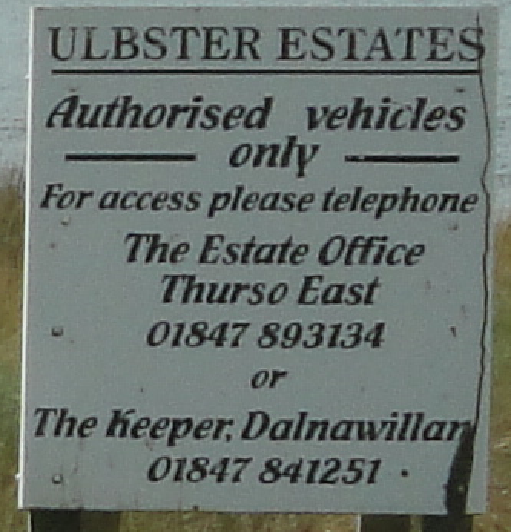
Panneau d'avertissement

« Propriété d'Ulbster. Véhicules autorisés seulement. Pour accéder, merci de téléphoner au bureau de la propriété ou au gardien. »
L'accès à la gare en voiture est rendu impossible par la présence d'une barrière à environ 7 km du complexe.

### Galerie de photographies

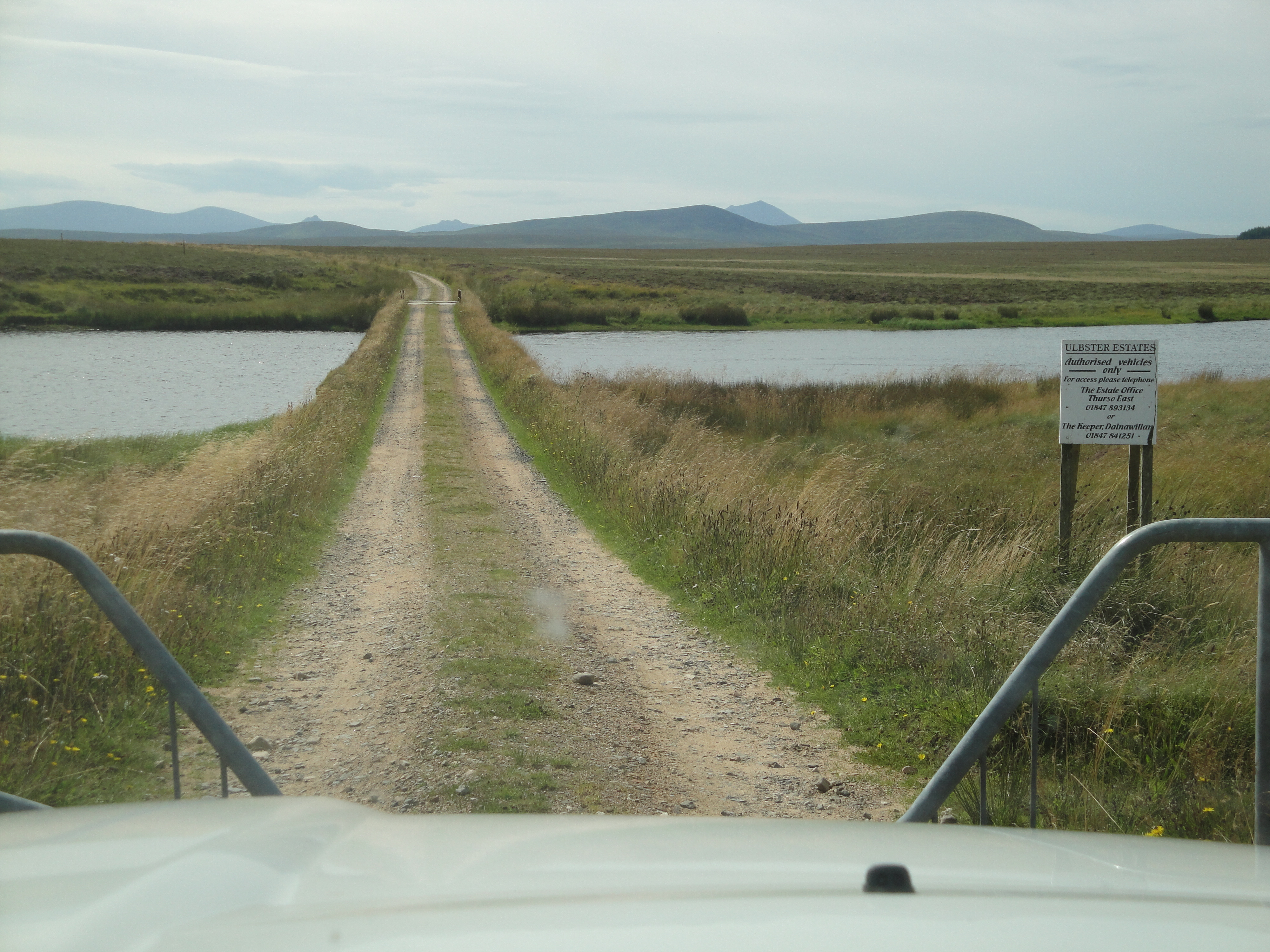
La barrière sur la route d'accès.
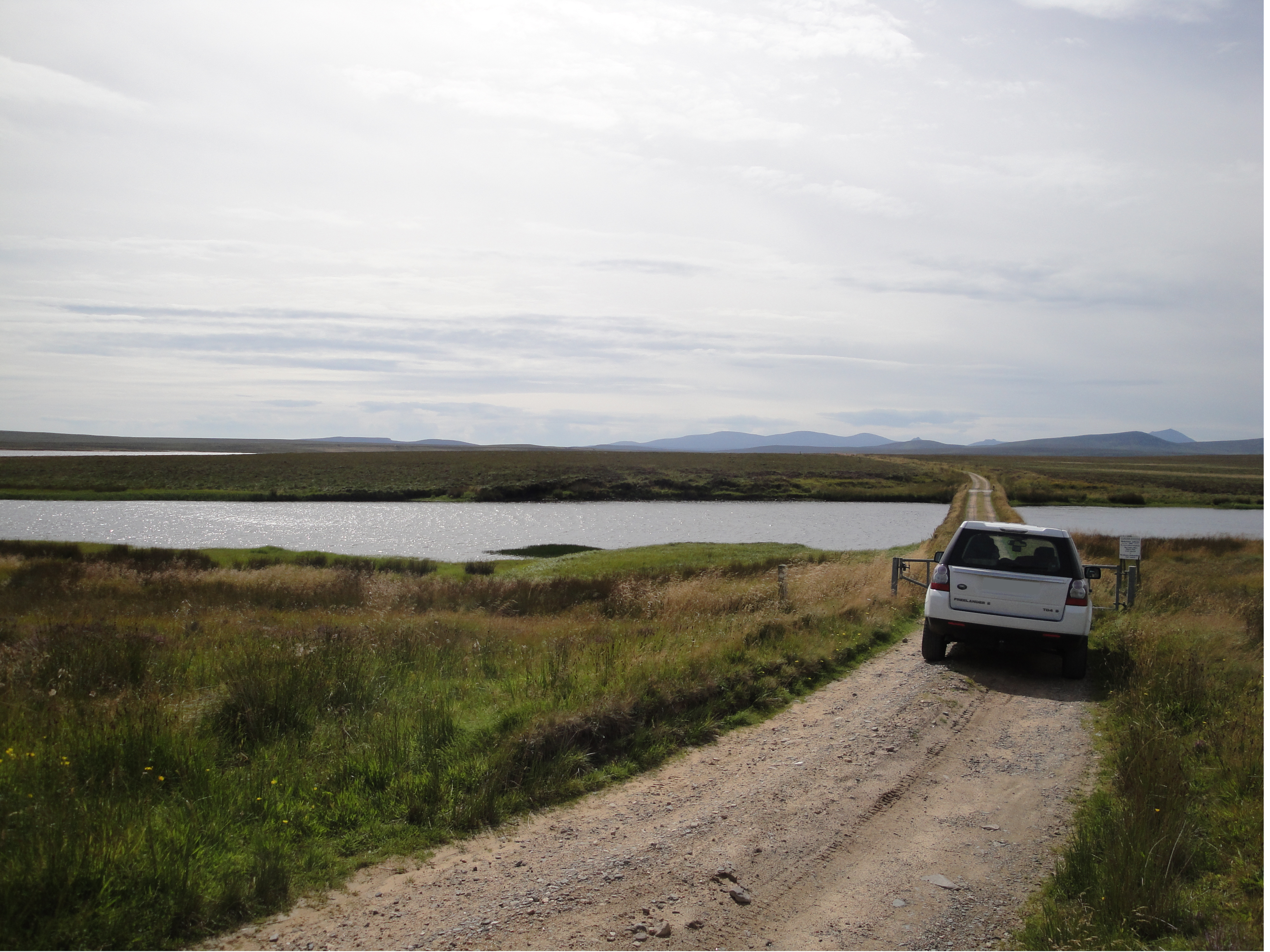
L'arrivée restreinte.
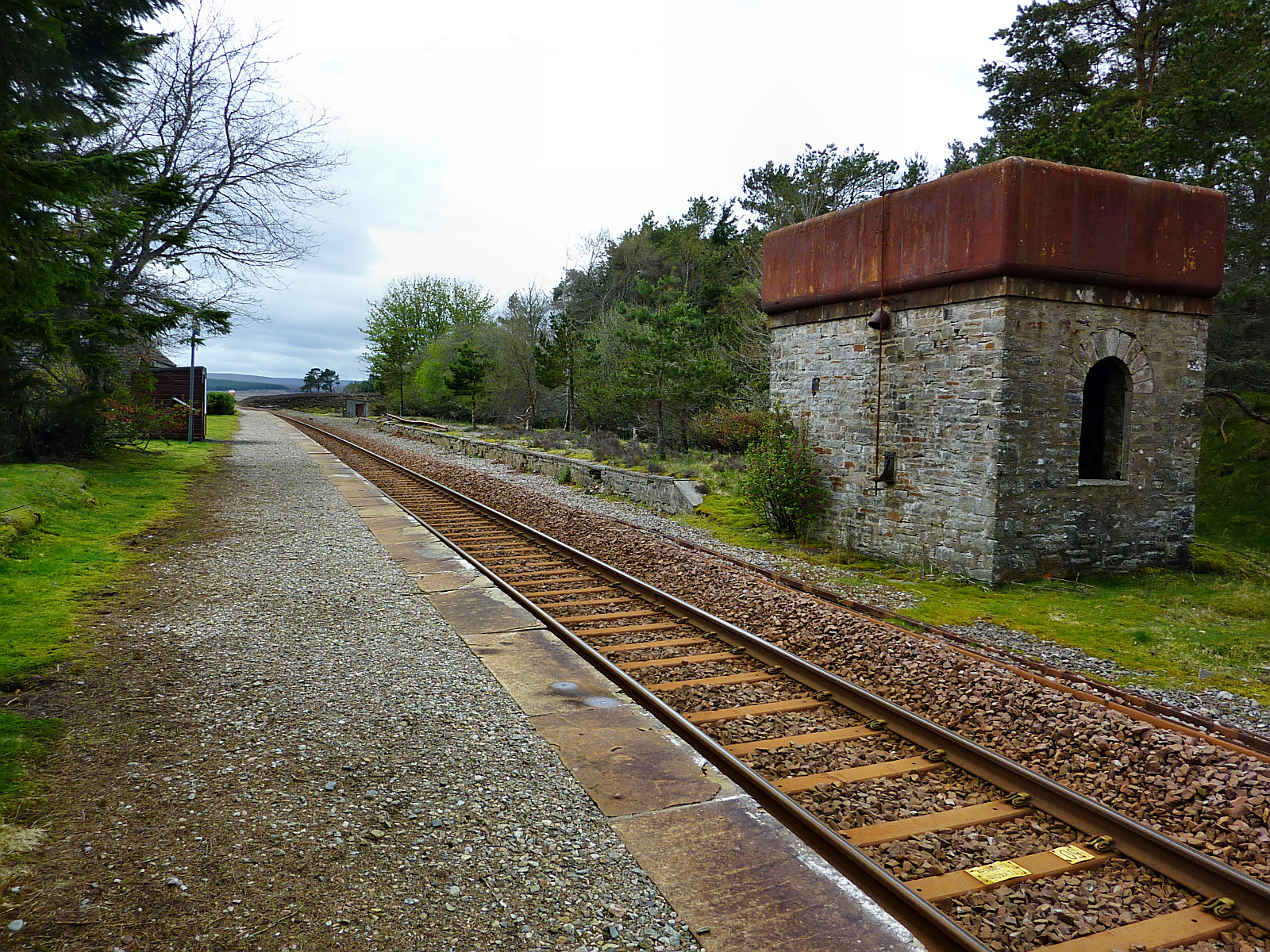
Le château d'eau de la gare.